# Damiani Szent Péter
Damiani Péter O.S.B. (latinul: Petrus Damianus, olaszul: Pietro Damiani), katolikus nevén Damiani Szent Péter (Ravenna, 1007. – Faenza, 1072. február 21/22.) a VII. Gergely nevéhez köthető vallási reformokat szorgalmazó kör tagja, bíboros. 1828-ban XII. Leó pápa emelte az egyháztanítók sorába. 
Dante a Paradicsom legmagasabb szférájába helyezve ábrázolta őt, mint Assisi Szent Ferenc elődjét.

## Fiatalkora
Ravennában született, korán árvaságra jutott, gyermekként sokat kellett nélkülöznie. Ezután bátyja, Damianus, aki időközben Ravenna főpapja lett, felismerve különleges értelmi képességeit, magához vette. Péter tisztelete jeléül emiatt felvette testvére nevét is. Hamarosan jártasságra tett szert a kánonjog és a teológia területein. Eleinte Ravennában, majd Faenzában, végül Parmában folytatta tanulmányait. 25 éves korára már mint híres parmai és ravennai tanárt ismerték.

## Tevékenysége

### Szerzetesként

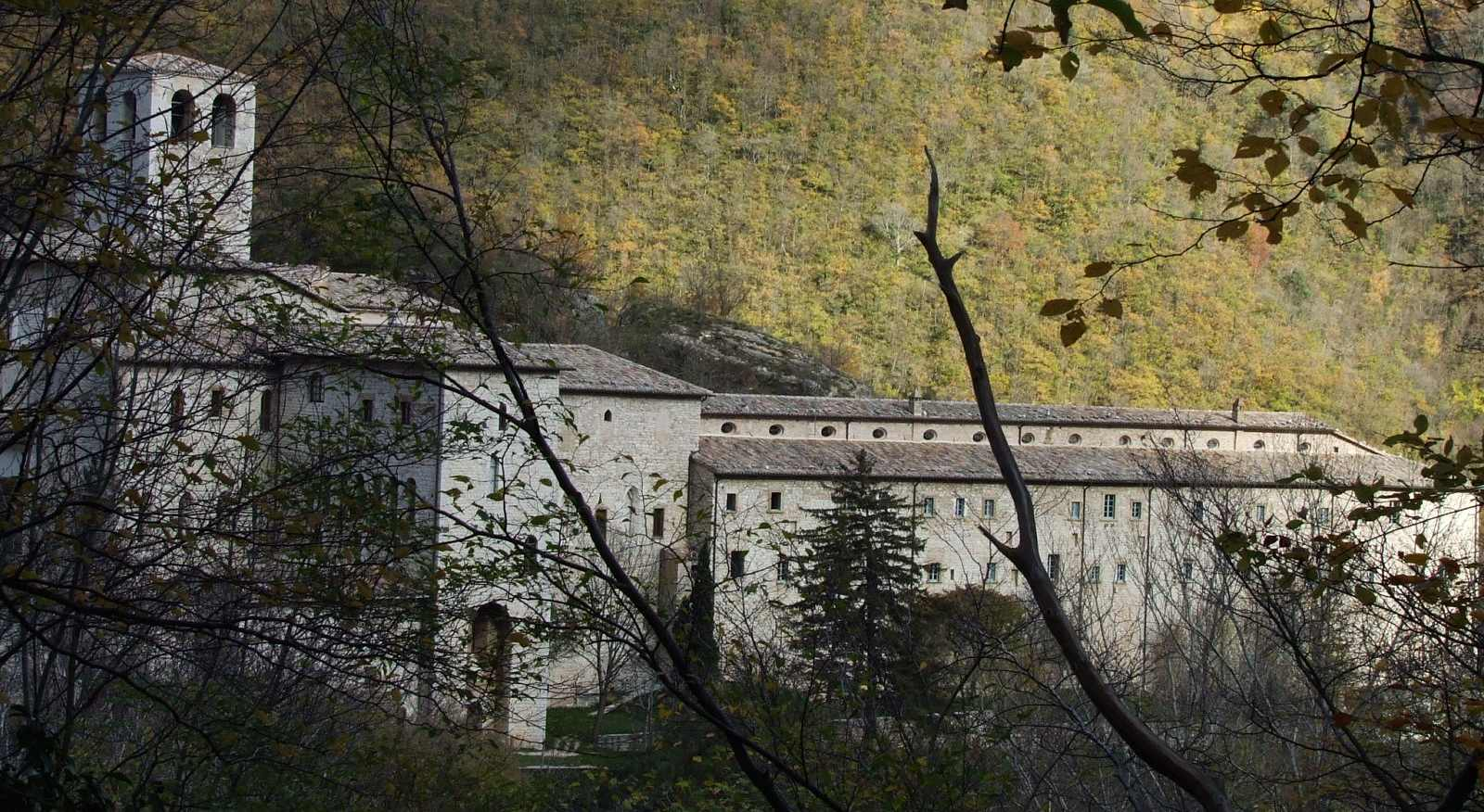
Fonte Avellana

1035 körül remeteségbe vonult Gubbio mellett, Fonte Avellanában. Novíciusként és szerzetesként is olyan buzgó volt az önsanyargatásban, hogy megromlott az egészsége. Felépülése után a többi szerzetes tanítójának nevezték ki, majd a szomszédos monostorok vezetői kérésére 2-3 éven keresztül ezen remeteközösségének lett a tanítója. 1042 körül megírta Szent Romuald életrajzát Pietrapertosa szerzetesei számára. Fonte Avellanába való visszatérése után priorja economussá nevezte ki, és egyben megtette utódjává is. 1043-tól egészen haláláig töltötte be a priori tisztséget.
A kolostori azaz monasztikus reform és az egyházreform buzgó híveként szigorúbb fegyelmet („Disciplina”) vezetett be. Újításai közül kiemelkedik az önostorozás (flagellatio) gyakorlata, melyet több monostor, köztük a híres, Monte Cassinóban található bencés kolostor is átvett. Remeteközösségeket alapított több helyen is (San Severino, Gamogna, Acerreta, Murciana, San Salvatore, Sitria és Ocri). Saját követőin kívül eleinte nagy volt az ellenállás a Péter által bevezetett vezeklési formával szemben. Később viszont már magának Péternek kellett mérsékelnie az elharapódzó és túlzó önsanyargatás gyakorlatát.
Újítása volt még a nap közbeni pihenő, amely enyhítette az éjszakai szertartások fáradalmait. Priorsága alatt klastrom épült, ezüstkelyheket és körmeneti ezüstkereszteket vásároltak, és számos új könyv került a monostor könyvtárába is. Az egyházi gyűjteménnyel azonban Péter nem nagyon törődött, noha zsoltáraiból tudjuk, hogy kifejezetten nagy szerepet tulajdonított Krisztus keresztjének.
Noha kolostora magányában élt, Péter figyelemmel kísérte az egyház életének alakulását, és barátjához, Hildebrandhoz (a későbbi VII. Gergely pápa) hasonlóan reformokat sürgetett az egyház számára nehéz időkben. Örömmel üdvözölte IX. Benedek pápa 1045-ös lemondását Gratianus, a későbbi VI. Gergely pápa javára, és levelében sürgette az új pápát, hogy foglalkozzon az egyház itáliai botrányaival, különösen Pesaro, Città di Castello és Fano csaló püspökeinek ügyével.
Kapcsolatba lépett III. Henrik császárral, és jelen volt Rómában, amikor II. Kelemen pápa megkoronázta Henriket és hitvesét, Ágnest. 1047 januárjában részt vett egy, a Lateránban tartott zsinaton, ahol dekrétumokat hoztak a szimónia ellen.
Ezt követően visszatért kolostorába, ahol 1050 körül, IX. Leó pápa pontifikátusa alatt maró értekezést írt az egyházi kicsapongásokról. A Liber Gomorrhianus (Gomorrhai Könyv) néven ismertté vált írás címzettje a pápa volt. Időközben a vita kiterjedt a szimónia útján megszerzett tisztségek érvényességére is. 1053 körül Péter újra írt egy értekezést, a Liber Gratissimust az érvényesség mellett, mely a támadások ellenére eldöntötte a kérdést a 12. század végéig.

### Bíborosként

Opera omnia, 1743

1057 őszén az új pápa X. István elhatározta, hogy bíborossá teszi Pétert. Ő hosszú szabadkozás után, mondván, hogy sokkal jobban érzi magát remete-vándortanítóként, mint a pápai Curia egyik reformereként, mégis arra kényszerült, hogy elfogadja a kinevezést. 1057. november 30-án az Ostiai szuburbikárius egyházmegye bíborosává szentelték, és kinevezték a Gubbiói egyházmegye egyházi felügyelőjének. Az új bíboros nemsokára buzdító levelet írt a többi bíborosnak, amelyben figyelmeztette őket, hogy járjanak a hívek előtt jó példával. A X. István halála utáni pápaválasztás körüli küzdelemben Péter X. Benedek ellen foglalt állást, de kénytelen volt meghátrálni, és visszatérni Fonte Avellanába.

### Pápai megbízottként
1059-ben II. Miklós pápa Milánóba küldte, ahol teljes nyíltsággal árulták az egyházi javadalmakat, és a papok nyilvános házasságot kötöttek ágyasaikkal. Milánó papsága ezért erősen ellenállt Ariald diakónus és Anzelm luccai püspök ("Az idősebb") az erkölcsök tisztaságát helyreállítani igyekvő reformtörekvéseinek. A vita annyira elfajult, hogy a Szentszéknek kellett beavatkoznia. II. Miklós Pétert és a luccai püspököt küldte követként. A milánói papság romlottabb része ekkor lázadást szított, azt állítva, hogy a Szentszéknek nincs joghatósága Milánó fölött. Péter bátran szembeszállt a város katedrálisában az ellenállókkal, és olyan meggyőző erővel bizonyította a Szentszék hatáskörét, hogy minden párt alávetette magát bíráskodásának.
Péter ekkor ünnepélyes esküt követelt az érsektől, hogy a jövőben semmiféle előléptetésért nem lehet majd fizetni; majd ezt követően vezeklésnek vetette alá a bűnösöket, végül visszahelyezte hivatalukba azokat, akik vállalták a cölibátust. II. Miklós pápa közeli halála után azonban újra lázongás ütött ki, melynek csak Szent Arialdo 1066-os mártírhalála vetett véget. Péter könyörgései ellenére sem II. Miklós, sem Hildebrand nem volt hajlandó megválni Péter szolgálataitól.
Péter segítséget nyújtott II. Sándor pápának a II. Honoriusz ellenpápával szembeni küzdelemben is. 1061 júliusában II. Miklós meghalt, ami újabb skizmához vezetett. Péter most is az ellenpápát győzködte, hogy mondjon le igényéről, eredmény nélkül. Végül II. Anno Köln érseke és Németország régense Augsburgba zsinatot hívott össze, ahol a Péter által elkészített és ott felolvasott irat nyomán II. Sándort támogató döntés született.
1063-ban a pápa zsinatot hívott össze Rómába, ahol Pétert megbízták, hogy közvetítsen a cluny-i apátság és a mâconi püspök közötti viszályban. Péter zsinatot hívott össze Chalon-sur-Saône-ban, ahol elismertette Cluny követeléseinek jogosságát; döntött egyes, a francia egyházban felmerült problémákat illetően, majd ősszel visszatért Fonte Avellanába. Időközben II. Honorius ellenpápa felújította tevékenységét. Péter ekkor magára vonva a pápa és Hildebrand rosszallását, újból a császár és a világi hatalmak döntőbíráskodását kérte az ellenpápával szemben.
1067-ben Firenzébe ment, ahol döntőbíróként szolgált a püspök és a vallambrosai szerzetesek vitájában, akik szimóniával vádolták a püspököt. Péter itt tévesen a püspök oldalára állt, ezzel a vitát nem tudta feloldani. Erre csak a következő évben került sor, a pápa személyes fellépése nyomán. A pápa ezt követően megengedte Péternek, hogy lemondjon a püspökségről.
Péter rövid pihenőt tartott Fonte Avellanában, majd 1069-ben ismét útra kelt az Alpokon túlra, és a frankfurti gyűlésen rávette IV. Henrik császárt, hogy ne váljon el feleségétől, Berthától. Ezt követően ismét visszatért Fonte Avellanába.
1072 elején Ravennába indult, amelynek lakói egyházi átok alatt álltak, mivel korábban támogatták II. Honorius ellenpápát. Péter feladata az volt, hogy megbékítse a város lakóit a Szentszékkel. Ravenna felé tartó útján azonban belázasodott Faenza mellett, majd egy hétig betegágyban feküdt Santa Maria degl'Angeli (ma: Santa Maria Vecchia) kolostorában. Antiochiai Szent Péter ünnepe előtt egy nappal elrendelte, hogy kezdjék el az ünnepi szertartást, majd a dicsőítő énekek után meghalt. Először ebben a kolostorban temették el.
Utolsó éveiben már nem követte mindenben Hildebrand nézeteit, akinek pápává választása előtt egy évvel halt meg. Halálával VII. Gergely pápa elvesztett egy vetélytársat.

### Értékelése
Damiani Péter tevékenysége majdnem teljes mértékben összhangban van a XI. századi reformpápaság célkitűzéseivel és eszközrendszerével. A reformpápaság eredetileg vallási megújhodásra törekvése, amit Péter szerzetesi tevékenysége is jelez, egy idő után politikai színezetet is kapott. Az egyháznak a Német-Római Birodalom igazgatásában betöltött kulcsszerepe miatt a szimóniával szembeni fellépés összeütközéshez kellett, hogy vezessen a császárral. Ezt jelzi az ellenpápák sorozatos fellépése is, akikkel szemben Péter is közvetítőként lépett föl.
Ilyen körülmények között a pápaság – tekintélyét felhasználva – igyekezett joghatóságot szerezni egyes nagy múltú egyházközségek (pl. Milánó) felett, valamint igyekezett megszilárdítani joghatóságát Itálián kívül (lásd Péter franciaországi tevékenysége). Péternek az utolsó aktív éveiben tanúsított magatartása (a birodalmi gyűléshez fordulása) azonban jelezte, hogy ő még osztotta azt az I. Constantinus idejére visszanyúló elképzelést, hogy a császárnak is szerepe lehet az egyház ügyeiben. A kibontakozó invesztitúraharcban azután mind a pápaság, mind a császárság igyekezett jogi érveléssel alátámasztani a maga igazát. Ezért Péterre nem pusztán hitbuzgalma, hanem magas végzettsége miatt is szüksége volt a pápaságnak.

## Kultusza
Pétert 1828-ban, XII. Leó pápa avatta szentté és ruházta föl az egyháztanítói (doctor ecclesiae) címmel. Ünnepnapjává február 23-án nyilvánították, ami később február 21-re változott. Kultusza erős volt Faenza, Fonte-Avellana, Monte Cassino, és Cluny közösségeiben. A katolikus ikonográfiában csomózott fonatokból álló korbácsot tartó kardinálisként ábrázolják, utalva az általa bevezetett vezeklésre. Ismert olyan képi ábrázolása is, melyen egy pápai bullát tartó zarándok alakjában jelenik meg, ami a gyakori követjárásaira utal.
Ma a faenzai katedrálisban nyugszik.

## Fennmaradt írásai

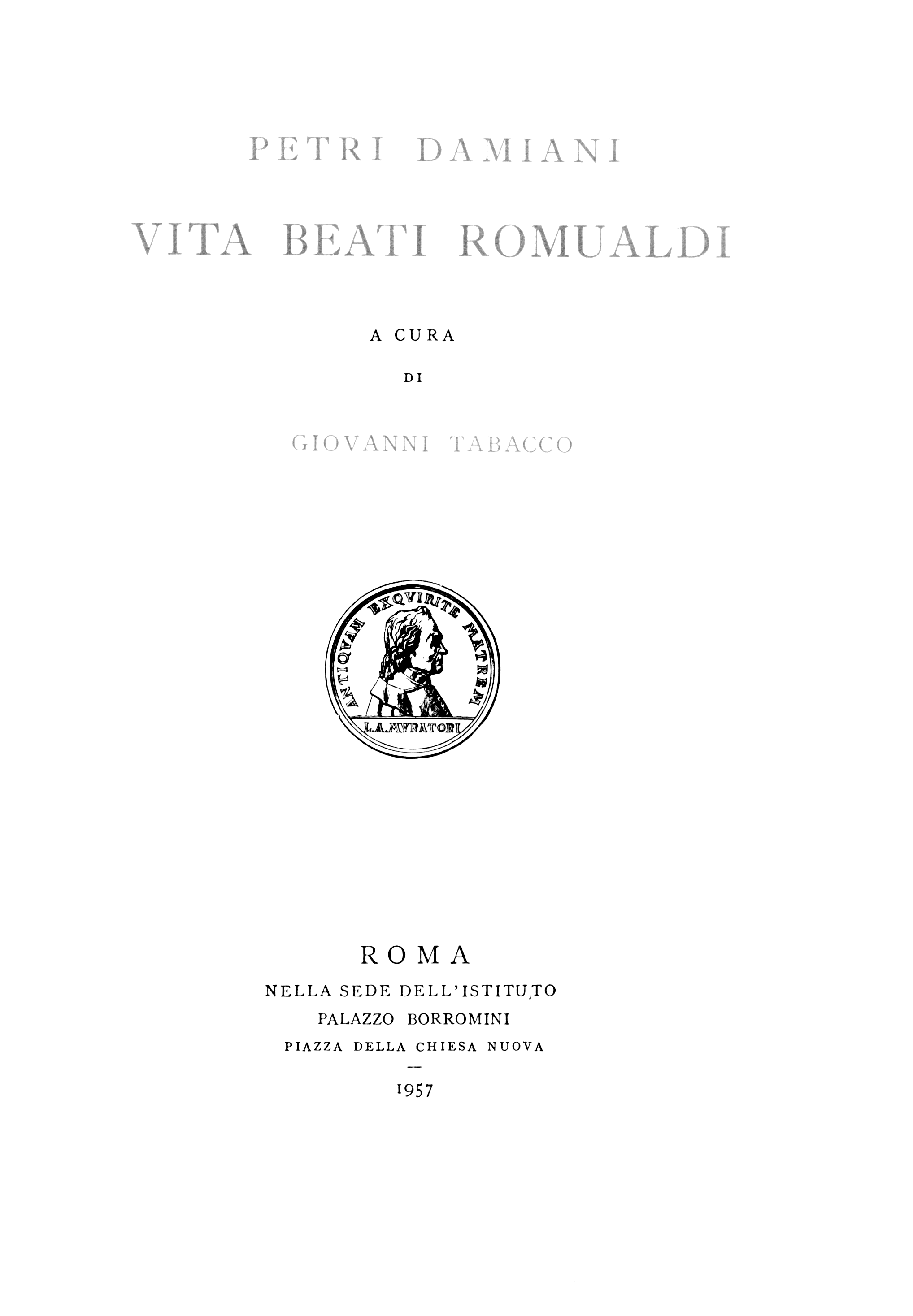
Vita Beati Romualdi

Péter gyakran elítélte a filozófiát. Úgy tartotta, hogy az első grammatikus maga az ördög volt, aki megtanította Ádámot a névszóragozásra, és így arra is, hogy Istent többes számba tegye. Ellenezte, hogy a szerzetesek filozófiát tanuljanak, mivel Jézus nem bölcseket választott tanítványokul, ezért a filozófia nem is szükséges az üdvözüléshez. Ennek ellenére a később tévesen Aquinói Szent Tamásnak tulajdonított ötlet, hogy a filozófia felhasználható a teológia szolgálatára, Pétertől eredt.
Számos levele (158 darab), himnusza (75 darab) és néhány dogmatikai és hagiográfiai írása maradt fönn.
Ismertebb írásai:
- Szent Romuald élete
- Liber Gomorrhianus
- Liber Gratissimus
- Officium Beatae Virginis – Szűz Mária kultuszának kérdéseit vizsgálja
- De divina omnipotentia – Az isteni mindenhatóság kérdéseit taglalja
- Disputatio de Trinite – Vita egy zsidóval a Szentháromságról és a miséről
- De brevitate vitae pontificum romanorum – A római pápák rövid életéről

## Fordítás
- Ez a szócikk részben vagy egészben  a   Peter Damian című angol Wikipédia-szócikk ezen változatának fordításán alapul.  Az eredeti cikk szerkesztőit annak laptörténete sorolja fel. Ez a jelzés csupán a megfogalmazás eredetét és a szerzői jogokat jelzi, nem szolgál a cikkben szereplő információk forrásmegjelöléseként.

## Magyarul megjelent művei
- Damiáni Szent Péter himnusza az Égi Jegyesről In: Babits Mihály: Amor Sanctus – A középkor latin himnuszai, Magyar Szemle Társaság, Budapest, 1933, 104–108. o.
- Himnuszok In: Sík Sándor: Himnuszok könyve, Budapest, Szent István Társulat, 1943, 261–271. o.
- Nyolc himnusz a középkori latin költészetből. In: Nyugat 1931. 20. szám, Online elérhetőség: http://epa.oszk.hu/00000/00022/00523/16333.htm
- Trocheusok a halálról, ford.: Polgár Anikó, In: 2000, 1998/11. szám
- Az Úr legyen veletek! / Gomorra könyve; ford., bev., jegyz. Alácsi Ervin János, Budapest, Zrínyi, 2020